# Секрет ЛСУ
«Секрет ЛСУ» — мультипликационный фильм.
О пользе занятий спортом, «ЛСУ» — ловкий, смелый, умелый. Рецензия на фильм была опубликована в журнале Кодры в 1976 году, в которой хвалят музыку композитора Евгения Дога, а сам мультфильм признают не полностью удачным, выполненным в слишком традиционной манере. Несмотря на это, по фильму издательством ЛМО Бюро пропаганды советского киноискусства в 1979 году была выпущена детская книга.

## Создатели
| режиссёр                  | Леонид Домнин                                            |
| сценарист                 | Георгий Раковицэ                                         |
| художник-постановщик      | Леонид Домнин                                            |
| художники                 | М. Ромашко, Л. Малеева, Т. Чулак, Юрий Кацап, Т. Финкель |
| художники-мультипликаторы | Э. Миллер, Лев Жданов                                    |
| оператор                  | Н. Степанов                                              |
| директор                  | В. Сибиковский                                           |
| композитор                | Евгений Дога                                             |
| звукооператор             | А. Буруянэ                                               |
| редактор                  | В. Андон                                                 |
| монтажёр                  | Н. Буруянэ                                               |